# Del Rey Oaks
Del Rey Oaks és una població dels Estats Units a l'estat de Califòrnia. Segons el cens del 2000 tenia 1.650 habitants.

## Demografia
Segons el cens del 2000, Del Rey Oaks tenia 1.650 habitants, 704 habitatges, i 449 famílies. La densitat de població era de 1.300,1 habitants/km².
Dels 704 habitatges en un 24,4% hi vivien nens de menys de 18 anys, en un 52,7% hi vivien parelles casades, en un 8,7% dones solteres, i en un 36,1% no eren unitats familiars. En el 27,1% dels habitatges hi vivien persones soles el 9,4% de les quals corresponia a persones de 65 anys o més que vivien soles. El nombre mitjà de persones vivint en cada habitatge era de 2,34 i el nombre mitjà de persones que vivien en cada família era de 2,86.
Per edats la població es repartia de la següent manera: un 19,2% tenia menys de 18 anys, un 5,7% entre 18 i 24, un 27,3% entre 25 i 44, un 31,9% de 45 a 60 i un 15,9% 65 anys o més.
L'edat mediana era de 44 anys. Per cada 100 dones de 18 o més anys hi havia 85,5 homes.
La renda mediana per habitatge era de 59.423 $ i la renda mediana per família de 70.119 $. Els homes tenien una renda mediana de 48.977 $ mentre que les dones 35.500 $. La renda per capita de la població era de 30.035 $. Entorn del 2,9% de les famílies i el 5% de la població estaven per davall del llindar de pobresa.

## Poblacions més properes
El següent diagrama mostra les poblacions més properes.